# پایگاه هوایی اووروچ
پایگاه هوایی اووروچ (به انگلیسی: Ovruch (air base)) یک فرودگاه نظامی است که یک باند فرود بتن دارد و طول باند آن ۲۵۰۰ متر است. این فرودگاه در شهر اووروچ کشور اوکراین قرار دارد و در ارتفاع ۱۶۱ متری از سطح دریا واقع شده است.